# Вијенац
Вијенац (екав. венац), најчешће је обруч од цвијећа, лишћа, грања, воћа, или било ког другог материјала чијим се уплитањем се добија обруч.
Традиционално се користе приликом испраћаја покојника, или за сјећање и одавање почасти преминулима. У хришћанству вијенац представља повратак Христа. У античкој Грчкој, вијенцем на глави је обиљежаван високи положај. У земљама енглеског говорног подручја, вијенци се обично користе као украси за домаћинство, најчешће као адвентска и божићна декорација.
Обично су направљени од зимзелених биљака и симболизују снагу, јер зимзелене биљке трају и током најтежих зима. Може се користити и ловоров лист.
У словенским земљама девојке и младе жене одувек су носиле венац као симбол чистоте и плодности. Верује се да венци имају паганско порекло које претходи увођењу хришћанства у источнословенски свет у 10. веку.

## Историја

### Антички етрурски вијенци
Вијенци су били дизајн који се користио у давним временима у јужној Европи. Најпознатији су комади етрурског цивилизацијског накита, израђени од злата или других племенитих метала. У дизајнима се често појављују симболи из грчких митова, утиснути у племенити метал на крајевима вијенца. Древни римски писци су се позивали на етрурски corona sutilis, који је био вијенац са лишћем пришивеним на позадини. Ови вијенци подсјећају на дијадему, са танким металним листовима причвршћеним за украсну траку. Вијенци се такође појављују утиснути у етрурске медаљоне. Биљке приказане у изради вијенаца у етрурском накиту укључују бршљан, храст, лишће маслине, мирту, ловор, пшеницу и винове лозе. Вијенци су као круне носили етрурски владари. Етруска симболика је настављено да се користи у древној Грчкој и Риму. Римски магистрати такође су носили златне вијенце као круне, као симболично свједочанство о својој лози још од раних римских владара Рима. Римски магистрати су користили и неколико других истакнутих етрурских симбола поред златне вјенчане круне: фасцес, курулску столицу, љубичасту тогу и штап од слоноваче.

### Античка Грчка и Рим
У грчко-римском свијету, вијенци су се користили као украс који је могао представљати човјеково занимање, ранг, његова достигнућа и статус. Вијенац који се често користио био је ловоров вијенац. Употреба овог вијенца потиче из грчког мита који укључује Аполона, Зевсовог сина и бога живота и свјетлости, који се заљубио у нимфу Дафну. Када ју је прогонио, побјегла је и замолила ријечног бога Пенеја да јој помогне. Пенеј ју је претворио у дрво ловора. Од тог дана, Аполон је на глави носио вијенац од ловора. Ловорови вијенци се повезују са оним што је Аполон оличавао: побједу, достигнуће и статус и касније ће постати један од најчешће коришћених симбола за постизање успјеха широм Грчке и Рима. Ловорови вијенци су коришћени за крунисање побједничких спортиста на оригиналним Олимпијским играма, а у Италији их и данас носе студенти који су управо дипломирали.
И друге врсте биљака које су се користиле за израду вијенаца имале су симболично значење. На примјер, лишће храста симболизовало је мудрост и било је повезано са Зевсом, који је, према грчкој митологији, доносио одлуке док се одмарао у храстовој шумици. Дванаест таблица, датираних из 450. године прије нове ере, погребне вијенце називају дугогодишњом традицијом. Маслинов вијенац био је награда побједнику на древним Олимпијским играма.

## Церемонија полагања вијенаца
Церемонија полагања вијенаца је традиција током које се погребни вијенци полажу на гроб или спомен мјесто. То се ради као формални знак поштовања према људима у чију је част то мјесто направљено (нпр. Гроб незнаног јунака). То су формалне церемоније у којима учествују високи угледници попут предсједника држава. Једном када се положи вијенац, особа која полаже вијенац враћа се неколико корака уназад да се поклони/поздрави спомен обиљежје. Током церемоније полагања вијенаца војне природе, свирају се војничке трубе.
У Холандији се полагање вијенаца (хол. Kranslegging) обично одржава током прославе Државног дана сјећања 4. маја. Током државних посјета, вијенци се полажу на Национални споменик у Амстердаму.
У Русији је традиција полагања вијенаца на ратна спомен обиљежја на Дане војне почасти и комеморативне војне празнике, попут Дана бранитеља отаџбине и Дана побједе. Једно од запаженијих полагања вијенаца одвија се код Гроб незнаног јунака у московском Александровој башти, гдје се предсједник Русије, премијер Русије, посланици Федералне скупштине, војни официри, вјерски лидери Руске православне цркве и други угледници воде да положе погребни вијенац близу вјечног пламена. Затим се проводи тренутак тишине, након ког обично слиједи свечани марш почасне страже.
У Уједињеном Краљевству, најзначајније полагањња вијенаца је на Кенотафу на Дан сјећања.

## Географија
У географији се користи израз планински вијенац.

## Књижевност
- Горски вијенац
- Петријин венац